# خليفة السعدي
خليفة عبد الله خاطر السعدي (مواليد 23 سبتمبر 1997) لاعب كرة قدم إماراتي يجيد اللعب في الوسط لعب سابقاً مع نادي الفجيرة.

## روابط خارجية
- خليفة السعدي على موقع Soccerway.com (الإنجليزية)